# 布爾梅克河
51°14′20.1″N 8°28′58.3″E / 51.238917°N 8.482861°E
布爾梅克河（德語：Burmecke），是德國的河流，位於該國西部，流經北萊茵-威斯特法倫州，屬於納門洛瑟河的右支流，河道全長2公里，發源地海拔高度693米。